# Silence S04
Le Silence S04 est un quadricycle électrique à batterie produit par Scutum Logistic.

## Histoire
En octobre 2021, le constructeur espagnol de véhicules électriques Silence a annoncé son entrée dans l'industrie automobile en présentant sa première microcar appelée Silence S04. Le véhicule a été créé en réponse aux véhicules concurrents des constructeurs européens tels que Citroën, Microlino, Opel et Renault.
La S04 prenait la forme d'une berline 2 portes avec une silhouette monocoque avec une structure laquée et grise. Les phares utilisent la technologie LED. Le constructeur a décidé de développer un coffre relativement spacieux par rapport aux petites dimensions extérieures, qui permet au conducteur de stocker jusqu'à 310 litres de bagages.
Le début des ventes du S04 a été fixé pour début 2022, avec un prix de départ pour l'exemplaire le moins cher de 7 500 €. Le véhicule de base peut être acheté sans batterie, puis l'utilisateur peut se rendre dans les stations d'échange en payant un abonnement de 20 € par mois pour obtenir une batterie chargée.

## Caractéristiques

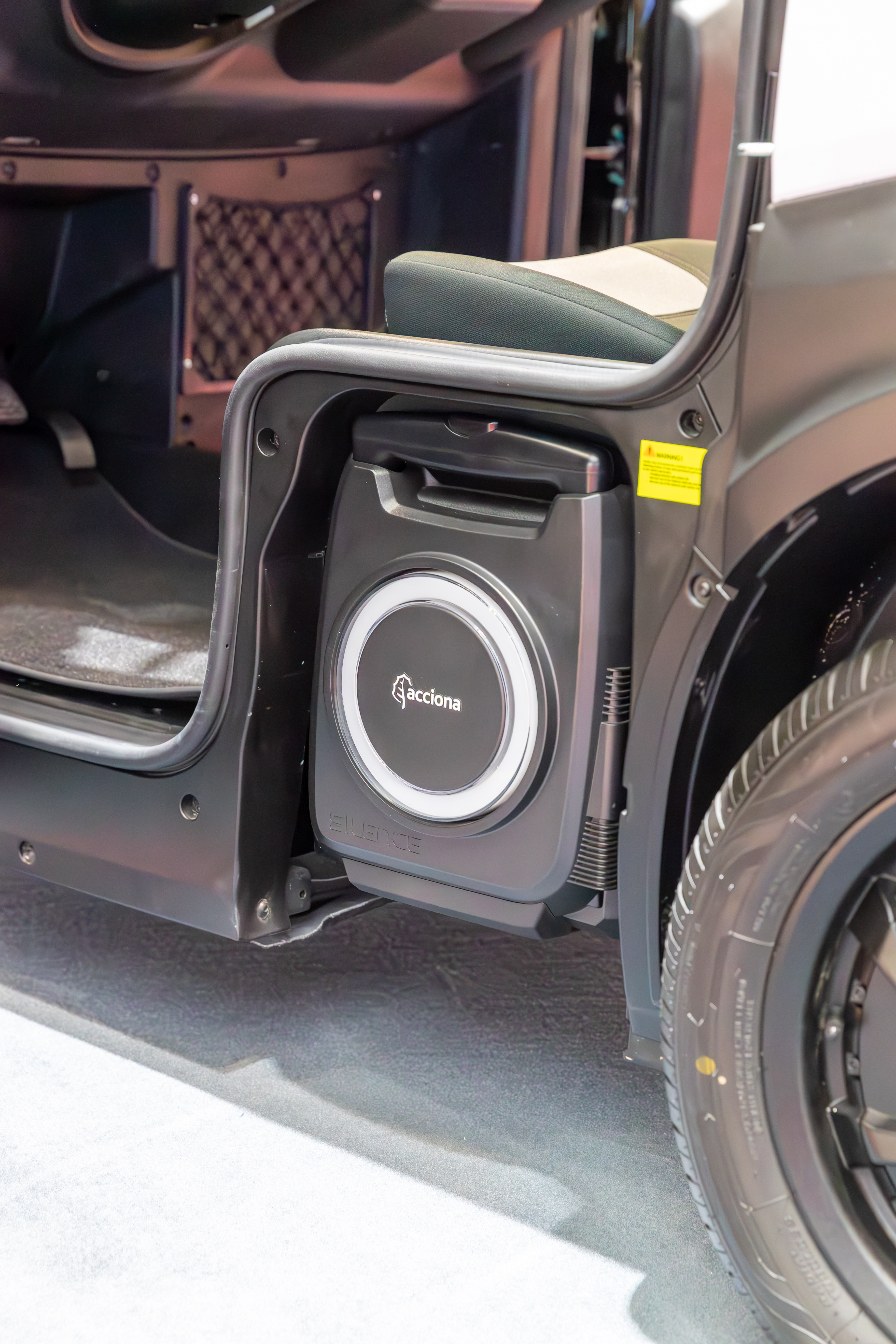
Batterie amovible sous le siège conducteur

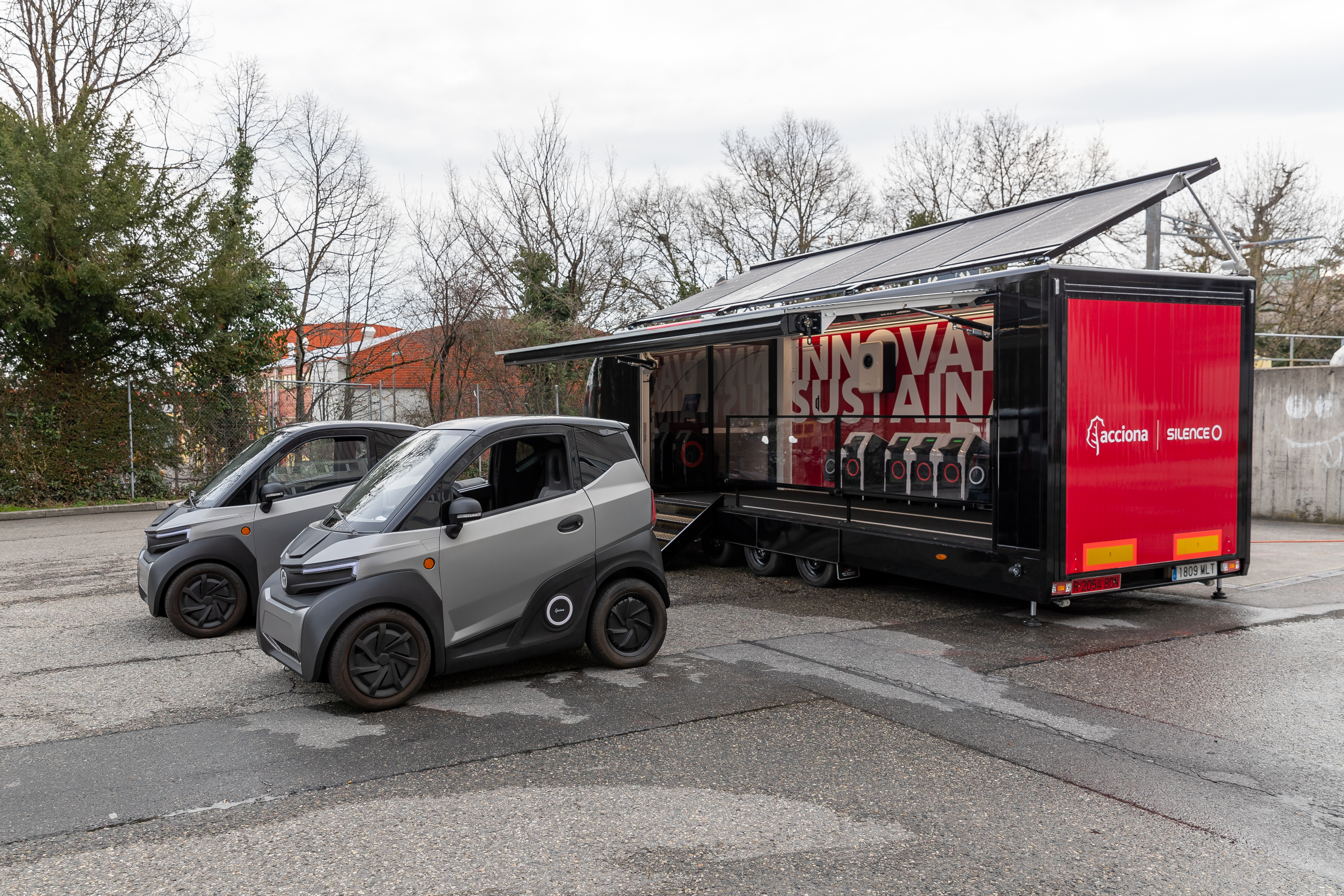
Deux S04 avec une remorque de chargement de batterie lors d'un événement

La S04 est une voiture électrique et le constructeur a mis à disposition des acheteurs deux variantes de propulsion. La version basse vitesse (classe L6e) produit 8 chevaux impériaux avec une vitesse de pointe de 40 km/h. La version la plus chère (classe L7e) dispose de 19 chevaux impériaux et accélère jusqu'à 90 km/h . Avec une capacité de batterie de 11,2 kWh, la voiture peut parcourir jusqu'à 150 km sur une seule charge. 